# Alter Hafen

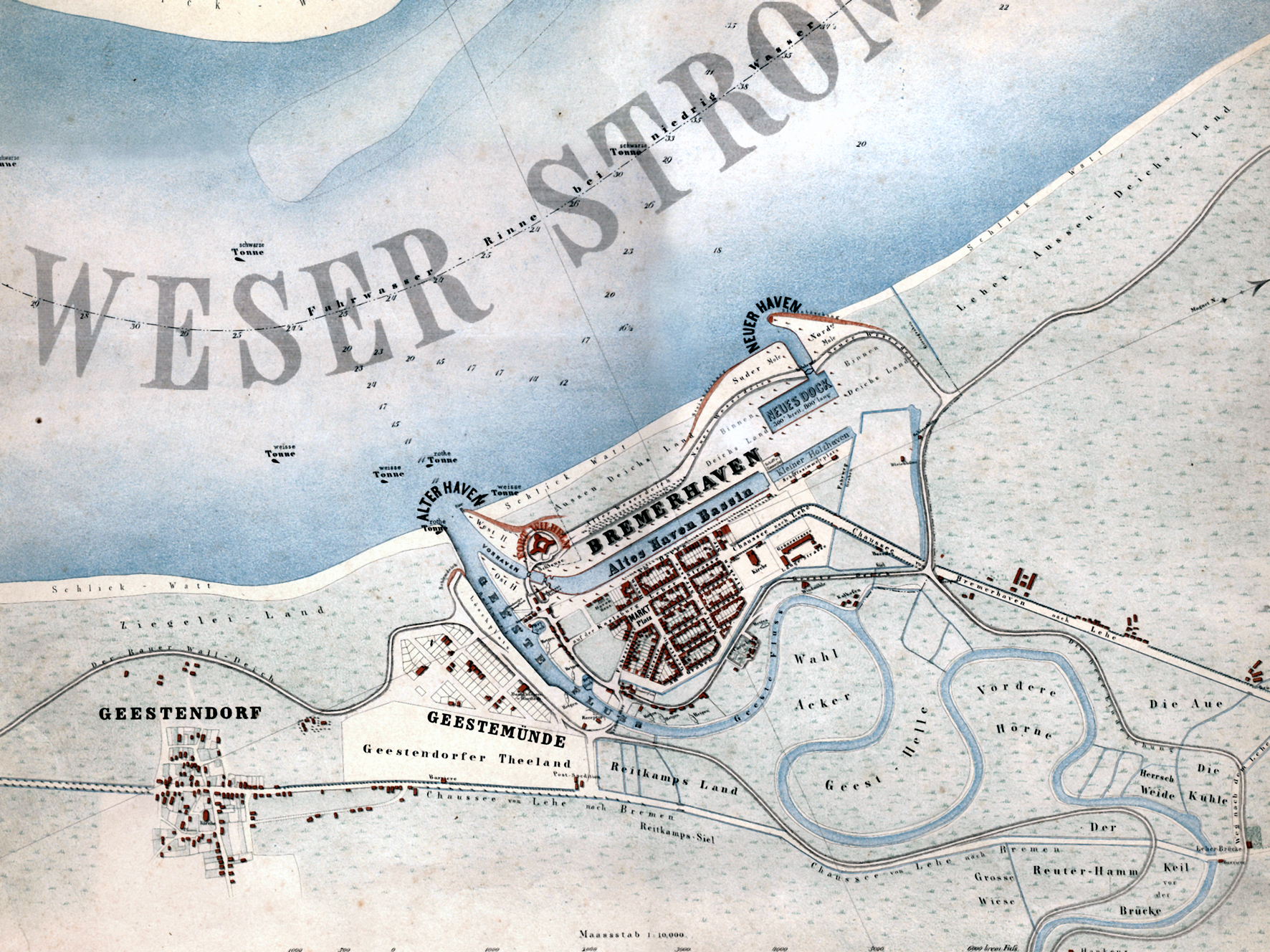
Kaart van Bremerhaven uit 1849 met de Alte Hafen en Fort Wilhelm (in rood) duidelijk zichtbaar

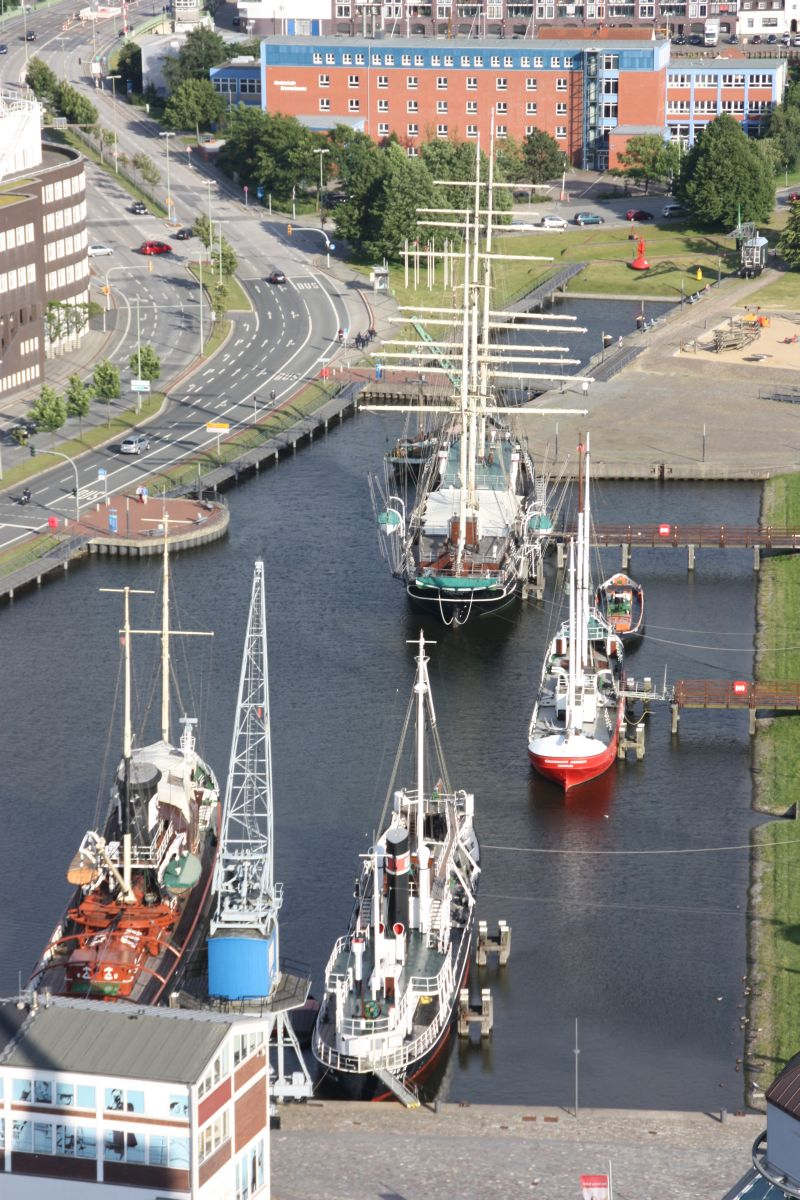
Haven richting Radarturm met diverse museumschepen waaronder de grote bark Seute Deern uit 1919

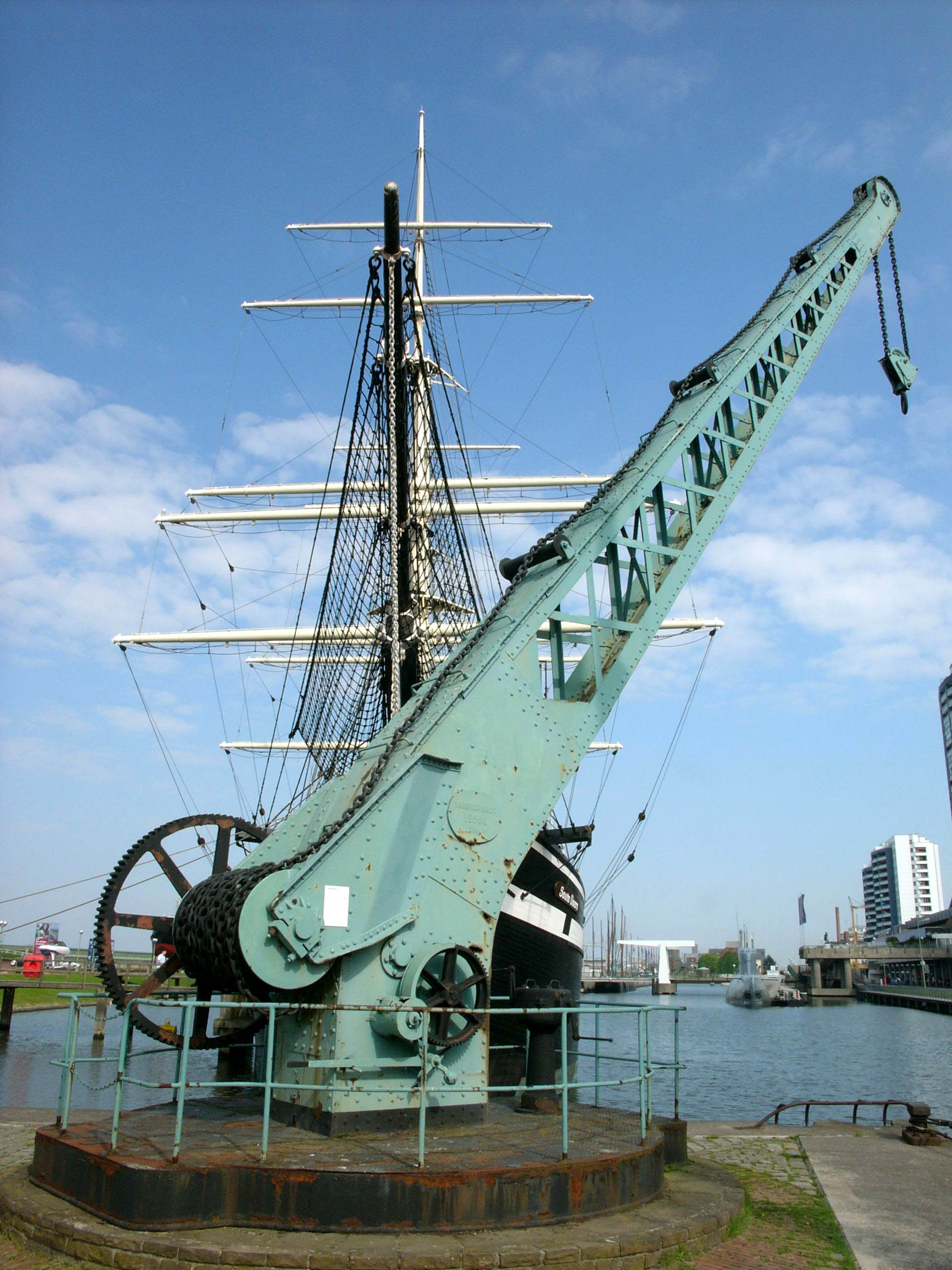
Handkraan uit 1875

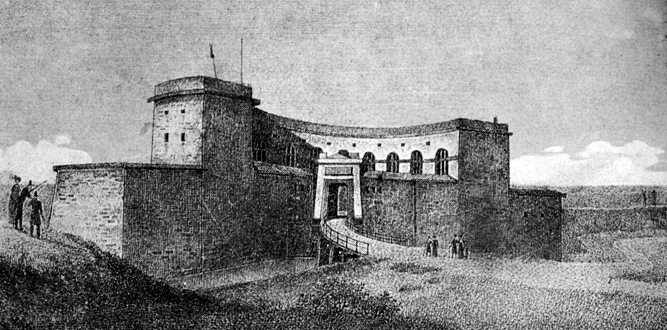
Fort Wilhelm

De Alter Hafen (Nederlands: oude haven) van Bremerhaven was het eerste havenbekken van de stad. Het werd gebouwd tussen 1827 en 1830. Het werd snel te klein waardoor grotere bekkens meer zeewaarts zijn aangelegd. De haven wordt al lange tijd niet meer gebruikt voor de overslag en heeft nu vooral een functie als buitenmuseum.

## Geschiedenis
De bouw van de eerste haven duurde van 1827 tot 1830. De opdracht werd aan Nederlandse aannemers gegund gezien hun technische en organisatorische ervaring met dit soort waterbouwkundige werken. De Nederlandse waterbouwkundige Jacobus Johannes van Ronzelen speelde een belangrijke rol bij het ontwerp. Hij was in 1827 door de stad ingehuurd en benoemd tot directeur van het bouwbedrijf van de haven.
Bij de aanleg was de Alter Hafen 750 meter lang, 57,5 meter breed en 5,25 meter diep. Tussen het bassin en de Wezer lag een schutsluis, waardoor het waterpeil in de haven constant kon worden gehouden. De haven werd met de hand gegraven, waarbij op sommige momenten 700 arbeiders betrokken waren, die onder zware omstandigheden moesten werken. De eerste steen voor de sluis werd op 12 juli 1828 gelegd. Twee jaar later, op 1 september 1830 was de haven klaar voor gebruik.
De kademuren waren aanvankelijk van hout gemaakt, maar zijn in 1862 vervangen door gemetselde muren. In dat jaar werd het bekken ook verbreed tot 115 meter. Kranen op de kade ontbraken en schepen maakten gebruik van hun eigen laad- en losgerei. In 1829 kwam het eerste stenen gebouw aan de Alte Hafen gereed, het Bremisches Amtshaus. Deze laatste werd in 1944 gesloopt. De eerste kranen verschenen in het midden van de 19e eeuw. Deze waren aanvankelijk gemaakt van hout, maar werden vervangen door ijzeren kranen met stoomaandrijving en weer later door elektrische kranen.
Vanaf 1891 werd de oude haven gebruikt als vissershaven en ook de visafslag werd hier gevestigd. De haven kreeg een aansluiting met de Neue Hafen waardoor de oude schutsluis haar functie verloor. Deze werd in 1926 gedempt.

## Museumhaven
Tegenwoordig is de Alte Hafen het toeristische centrum van de stad. Rond de haven liggen diverse musea als het Deutsches Schiffahrtsmuseum, het Klimahaus Bremerhaven en, tussen de Alte en Neue Hafen in, het Deutsches Auswandererhaus, een museum over emigratie. In de haven liggen diverse museumschepen van het scheepvaartmuseum zoals de zeesleepboot Seefalke, het vangschip Rau IX en het lichtschip Elbe 3. Op de kade liggen kleinere schepen zoals de havensleepboot Stier en de draagvleugelboot WSS 10. Verder ligt in het water nog de museumonderzeeboot Wilhelm Bauer.

## Fort Wilhelm
Voor de verdediging van de haven werd bij de schutsluis een fort gebouwd. Fort Wilhelm was een halfrond gemetseld bouwwerk omgeven met een gracht. Het kwam in 1834 gereed en was bewapend met 18 kanonnen. De bezetting van het fort bestond uit twee officieren en 44 soldaten. Door het toegenomen scheepvaartverkeer en de introductie van grotere schepen werd al snel besloten een nieuw havenbekken aan te leggen, de Neue Hafen. De toegang van dit nieuwe bekken lag meer zeewaarts en buiten het bereik van de kanonnen van Fort Wilhelm. In 1866 en 1867 werden nieuwe verdedigingswerken aangelegd. Twee forteilanden, Langlutjen, sloten de toegang tot de Wezer af. Het fort verloor aan militaire betekenis en werd in 1874 afgebroken.